# M24 Chaffee

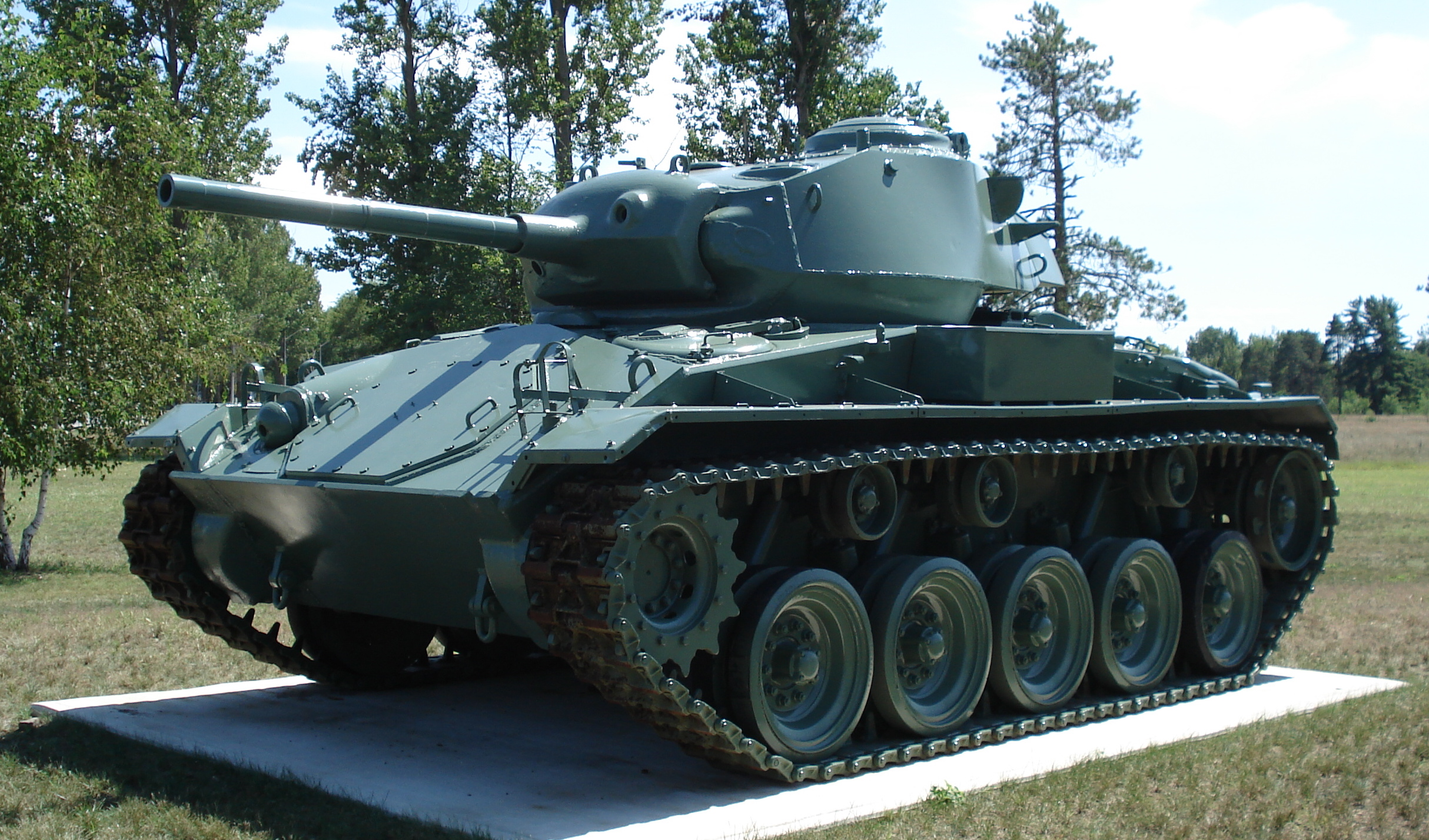
M24 Chaffee im CFB Bordem-Museum in Kanada

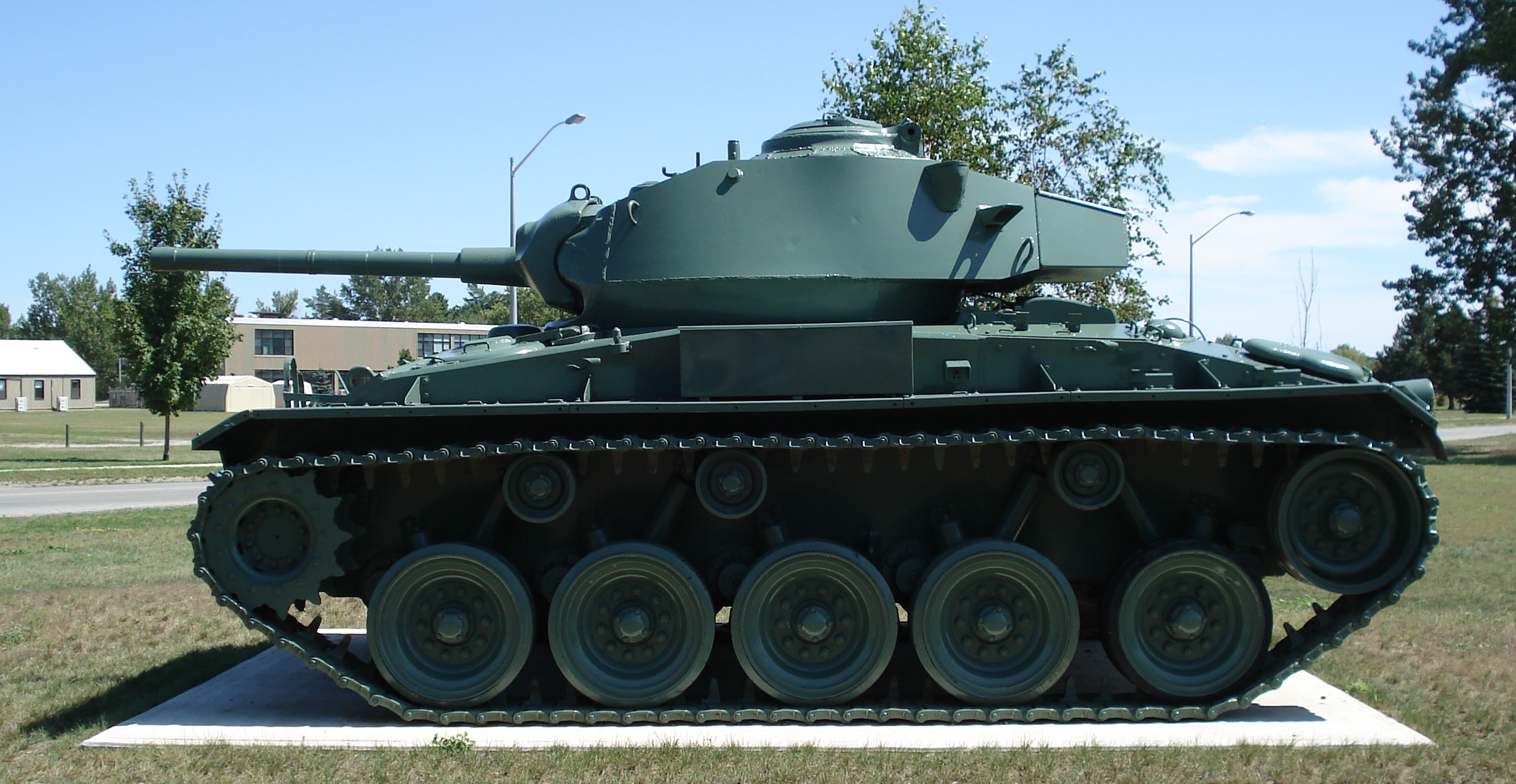
Derselbe Panzer von der Seite

Der M24 Chaffee war ein leichter US-amerikanischer Panzer der Zeit des Zweiten Weltkriegs, der als Aufklärungspanzer konzipiert und auch klassifiziert war. Von verschiedenen Nutzerstaaten wurde er darüber hinaus als Kampfpanzer eingesetzt. Er war der Nachfolger des Stuart-Panzers und ging ab 1944 in die Serienproduktion. Der Chaffee war luftverlastbar und gilt als der erste echte Leichtpanzer der Welt. Er hatte eine hohe Feuerkraft und wies als erster US-Panzer eine günstig abgeschrägte Panzerung auf. Benannt wurde der Panzer nach dem Pionier der US-Panzertruppen, General Adna R. Chaffee, Jr.

## Geschichte
Einsatzerfahrungen mit dem bisherigen leichten Panzer M3 bzw. M5 „Stuart“ hatten die Schwächen dieses Fahrzeugs gezeigt, insbesondere seine unzureichende Panzerung. Das als Ersatz geforderte und neuentwickelte Fahrzeug, als T 7 bezeichnet, stellte sich als nur mittelmäßige Konstruktion heraus und wurde im März 1943 abgelehnt.
Daraufhin sah sich das Ordnance Departement gezwungen, zusammen mit der Cadillac Division von General Motors im April 1943 ein neues Projekt zu beginnen, das als Light Tank T24 bezeichnet wurde. Dieser Panzer hatte die gleichen Antriebsaggregate wie der M5A1, war jedoch bereits mit einer stabilisierten 75-mm-Kanone ausgestattet, die schon im mittleren Bomber B-25 Mitchell Verwendung fand. Die Rohrwandung war jedoch verringert und ein anderer Rücklaufmechanismus eingebaut worden. Man versuchte alles, um das Gewicht des Fahrzeuges unter zwanzig Tonnen zu halten. Die Panzerung wurde so gering wie möglich gehalten, die Frontplatte war lediglich 25 Millimeter dick, jedoch in einen Winkel von 60° gestellt, sodass diese Schwäche etwas ausgeglichen werden konnte. Die Ketten wurden auf 16 Zoll (40,6 Zentimeter) verbreitert und die Fahrwerksfederung auf Drehstäbe umgestellt. Die Silhouette war relativ niedrig, obwohl der Turm bereits für drei Mann ausgelegt war. Wie bei allen amerikanischen Panzern des Zweiten Weltkrieges verfügte der Kommandant über einen 360°-Winkelspiegel M6 zur Beobachtung des Gefechtsfeldes unter Panzerschutz.
Am 15. Oktober 1943 war das erste Vorserienfahrzeug fertig, worauf die Produktion im Frühjahr 1944 unter der Bezeichnung Light Tank M24 aufgenommen wurde. Die Produktionsstätten befanden sich ab April 1944 bei Cadillac; ab Juli 1944 kam eine weitere bei Massey-Harris hinzu. Als die Fertigung im August 1945 eingestellt wurde, hatten insgesamt 4731 Fahrzeuge die Montagebänder verlassen. Eine nicht bekannte Anzahl war an die britischen Streitkräfte geliefert worden.

## Kampfeinsätze

### Zweiter Weltkrieg
Die ersten M24 erreichten Europa im Dezember 1944 und kamen zur US 2nd Cavalry Group (Mechanized) – 17 davon erhielten die F Company, 2nd Cavalry Reconnaissance Battalion, und die F Company, 42nd Cavalry Reconnaissance Battalion. Diese Einheiten befanden sich zu diesem Zeitpunkt in der Schlacht um Bastogne. Hauptaufgabe der M24 war die gewaltsame Aufklärung an den Flanken der gepanzerten Hauptkräfte. Nur langsam konnten die Einheiten mit dem M24 ausgestattet werden. Bei Kriegsende waren die meisten Aufklärungsbataillone noch immer mit dem M5 ausgestattet. Die vorhandenen Panzer M24 hatten sich bis dahin als sehr brauchbar erwiesen. Insbesondere die gute Geländegängigkeit und das im Vergleich zum M5 größere Kaliber der Kanone fanden allgemeine Anerkennung. Der M24 war zwar den deutschen Panzern nicht gewachsen, jedoch ermöglichte seine hohe Wendigkeit, sich nach der Entdeckung unbeschädigt zurückzuziehen. Der Einsatz der M24 hatte keine entscheidenden Auswirkungen auf die Kampfhandlungen mehr, da die Fahrzeuge zu spät und in zu geringer Menge eingesetzt wurden.

### Korea
Im Koreakrieg kamen die leichten M24 als erste gegen die überlegenen nordkoreanischen T-34/85 zum Einsatz. Von den schwereren M4 Sherman, M26 Pershing, und M46 ersetzt, konnten sie wieder in ihre eigentliche Verwendung als Aufklärungspanzer wechseln.

### Indochina
Kurze Zeit nach dem Ende des Koreakrieges kämpften französische Chaffee im Indochina-Krieg und bewährten sich trotz der dort für den Einsatz von Panzern ungünstigen Geländebedingungen. Unter anderem wurden sie in der Schlacht um Điện Biên Phủ eingesetzt. Dazu wurden die Panzer zerlegt und mit Flugzeugen in die Festung transportiert. Bis zur Eroberung von Điện Biên Phủ im Mai 1954 hatten die M24-Panzer zur Unterstützung der Infanterie etwa 15.000 Schuss abgefeuert.

### Vietnamkrieg
Während der Tet-Offensive wurde der M24 Chaffee von südvietnamesischen Truppen genutzt.

### Indisch-Pakistanischer Konflikt
In den 1970er Jahren, als dieser leichte Kampfpanzer nicht mehr dem Stand der Technik entsprach, erfolgten die letzten Kriegseinsätze des M24 im größeren Stil. Im Indisch-Pakistanischen Krieg 1971 waren in kurzer Zeit 66 von Bangladesch her nach Indien eindringende pakistanische M24 außer Gefecht gesetzt.

### Irakisch-Iranischer Krieg
Im Irakisch-Iranischen Krieg von 1980 bis 1988 hatten beide Seiten noch eine unbekannte Anzahl M24 im Gebrauch, über deren Kampfeinsatz jedoch nichts bekannt ist.

## Verlängerung der Nutzungsdauer
Mitte der 1970er Jahre erfuhren die in Norwegen noch vorhandenen M24 eine Kampfwertsteigerung durch den Einbau französischer 90-mm-Kanonen, moderner Feuerleitanlagen und Dieselmotoren. Diese als NM-116 bezeichneten Fahrzeuge befanden sich bis 1992/93 im Dienst.
Gleichzeitig rüstete die chilenische Armee ihre M24-Panzer mit einer 60-mm-Hyper-Support-Kanone IMI-OTO (HVMS) aus; diese Version blieb bis 1999 im Dienst.
In Uruguay ist der M24 noch immer im Einsatz.
Wie andere erfolgreiche Fahrzeuge des Zweiten Weltkriegs wurde der M24 in weite Teile der Welt exportiert. Das Muster befand sich noch im Kampfeinsatz, lange nachdem er bei der US Army ausgemustert und durch den Aufklärungspanzer M41 Walker Bulldog ersetzt worden war.

## Varianten
- Light Tank T24 – Prototyp, als Light Tank M24.
- Light Tank T24E1 – Prototyp mit Continental R-975-C4-Triebwerk und Wandlergetriebe. Wegen Getriebeproblemen wurde diese Variante nicht weiterverfolgt.

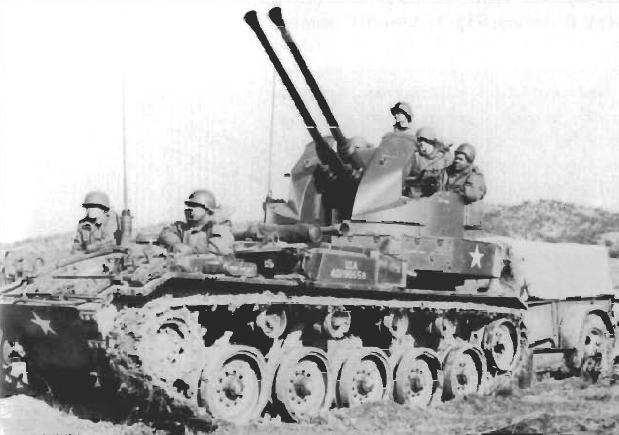
M19 Multiple Gun Motor Carriage (MGMC)

- M19 – Multiple Gun Motor Carriage

Die Antriebsaggregate wurden in die Mitte der Wanne verlegt und auf dem Heck wurde ein 40-mm-M2-AA-Zwillingsgeschütz angebracht. 336 Granaten wurden mitgeführt. Von dieser Variante waren 904 bestellt, aber nur 285 gefertigt worden.
- M37 – 105 mm Howitzer Motor Carriage

Selbstfahrlafette mit 105-mm-Haubitze, vorgesehen für den Ersatz der 105 mm Howitzer Motor Carriage M7. 448 wurden bestellt, 316 geliefert. 126 Schuss konnten mitgeführt werden.
- M41 – 155 mm Howitzer Motor Carriage (Gorilla)

Selbstfahrlafette mit 155-mm-Geschütz auf dem Heck, Triebwerk zur Mitte verlegt. 250 bestellt, 60 geliefert.

## Versuchsfahrzeuge
- T77 – Multiple Gun Motor Carriage.

Versuchsmuster mit sechs 12,7-mm-Maschinengewehren in einem neu entwickelten Turm.
- T9, T13 – Versuchsmuster Mehrzweckfahrzeuge
- T22E1, T23E1, T33 – Versuchsmuster Transportpanzer
- T42, T43 – Schleppfahrzeuge mit Wandlergetriebe des M18 Hellcat
- T9 – mit Planierschild
- T6E1 – Bergepanzer.
- NM-116 – norwegische Variante (kampfwertgesteigert)
- Mitte der 1950er Jahre wurde in Frankreich der Versuch unternommen, den Kampfwert der noch vorhandenen M24 zu steigern. Dazu wurden einige mit dem Turm des AMX-13 ausgestattet.

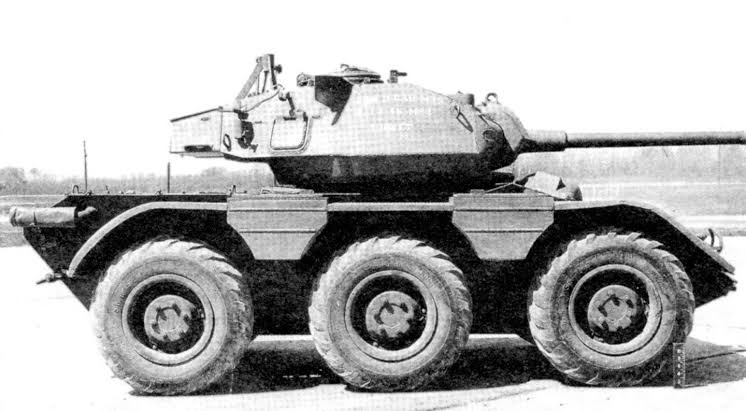
M38 Wolfhound mit dem Turm eines M24 Chaffee

- Versuchsweise wurde auch ein M38 Wolfhound mit dem Turm eines M24 Chaffee ausgerüstet.

## Technische Daten
| Name                  | Light Tank M24                                             |
| --------------------- | ---------------------------------------------------------- |
| Herkunftsland         | USA                                                        |
| Produktionszeitraum   | 1944 bis August 1945                                       |
| Gewicht               | 18,4 Tonnen (40.500 lb)                                    |
| Länge Kanone 12 Uhr   | 5,56 m (18,24 ft)                                          |
| Länge Kanone 6 Uhr    | 5,03 m (16,5 ft)                                           |
| Breite                | 3 m (9,84 ft)                                              |
| Höhe                  | 2,77 m (9,08 ft)                                           |
| Besatzung             | 5 Mann                                                     |
| Panzerung             | 9,5–38 mm (0,37–1,49 in)                                   |
| Hauptbewaffnung       | 1 × 75-mm-Panzerkanone M6, 48 Schuss                       |
| Sekundärbewaffnung    | 1 × MG .50 cal Browning M2HB mit 440 Schuss                |
| Sekundärbewaffnung    | 2 × MG Browning M1919A4 mit 3750 Schuss                    |
| Triebwerk             | 2 × Cadillac Series 44T24, wassergekühlte V8-Benzinmotoren |
| Leistung              | 300/220 PS (220/164 kW) je nach Ausführung unterschiedlich |
| Leistungsgewicht      | 12,2–16,09 PS/t                                            |
| Federung              | Drehstab                                                   |
| Fahrbereich           | etwa 160 km                                                |
| Höchstgeschwindigkeit | 56 km/h (37 mi/h) Straße, 40 km/h (25 mi/h) Gelände        |

## Bekannte Einsatzländer
- Vereinigte Staaten
- Frankreich
- Griechenland
- Niederlande
- Norwegen
- Dänemark
- Türkei
- Taiwan
- Portugal
- Spanien
- Österreich
- Pakistan
- Irak
- Iran
- Japan
- Chile
- Uruguay
- Südvietnam